# Новософієвка
Новософі́євка (рос. Новософиевка, башк. Яңы Софиевка) — присілок у складі Федоровського району Башкортостану, Росія. Входить до складу Бала-Четирманської сільської ради.
Населення — 198 осіб (2010; 225 в 2002).
Національний склад:
- росіяни — 59%